# 棘鐮吻鮋
棘鐮吻鮋，為輻鰭魚綱鮋形目鮋亞目前鰭鮋科的其中一種，為溫帶海水魚，分布於南冰洋海域，棲息深度5-400公尺，體長可達40公分，棲息在底層水域，以底棲性無脊椎動物為食，生活習性不明，可做為食用魚。